# Escallonia
Escallonia es un género con 147 especies de plantas con flores pertenecientes a la familia Escalloniaceae.

## Descripción
Son árboles pequeños o arbustos perennes, raramente Caducifolios. Hojas alternas, poco pecioladas, lanceoladas, oblongo-elípticas u obovadasa, en su mayoría correosas y glandular serradas. Inflorescencia racemosa o paniculada, con pocas a muchas flores, o flores solitarias; hipantos casi globosos o cornetes, total o parcialmente unido al ovario, lóbulos del cáliz 5, ovadas, subuladas en el ápice, pétalos 5, imbricados en la yema, linear- espatulados, con garras largas y erectas que parecen ser coherentes y formar una corola tubular. El fruto es una cápsula con 2-3 cámaras con muchas semillas, generalmente pequeñas, a menudo curvadas, con ranuras longitudinales en la cubierta.

## Usos
Se usa comúnmente como planta de protección, especialmente en las áreas costeras, pero no tolera los vientos secos. Florece de junio a octubre formando una gran masa de flores con un fragante olor a miel.

## Taxonomía
El género fue descrito por José Celestino Mutis ex Carlos Linneo el Joven y publicado en Supplementum Plantarum, 21, 156, 1781[1782].
Etimología
Escallonia: nombre genérico otorgado en honor al viajero español Antonio Escallón y Flórez (1739-1819),  médico, explorador, estudiante y colaborador botánico y amigo del botánico español José Celestino Mutis en Colombia que dio nombre al género Escallonia en su honor en 1821. También fue asesor al Virrey Pedro Mesía de la Cerda.

## Especies seleccionadas
| - Escallonia angustifolia - Escallonia floribunda - Escallonia glutinosa - Escallonia herrerae - Escallonia illinita C.Presl - nipa de Chile - Escallonia iveyi - Escallonia leucantha - Escallonia macrantha - Escallonia myrtilloides - Escallonia myrtoidea | - Escallonia organensis - Escallonia pendula (Ruiz & Pav.) Pers.) - pumachilca del Perú, saraqui. - Escallonia poasana - Escallonia pterocladon - Escallonia pulverulenta (Ruiz & Pav.) Pers.) - madroño del Perú, madroño de Chile, mardoño del Perú. - Escallonia punctata - Escallonia resinosa - Escallonia revoluta (Ruiz & Pav.) Pers.) - liun de Chile, lun de Chile, siete camisas de Chile. - Escallonia rubra - Escallonia serrata - Escallonia virgata |